# Мукушев, Шакен Шайкенович
Шакен Шайкенович Мукушев (каз. Шәкен Шәйкенұлы Мұқышев; 15 июня 1936, рудник имени Сталина, Энбекшильдерский район, Карагандинская область, Казахская ССР, СССР — 27 октября 2003, пос. Жолымбет, Шортандинский район, Акмолинская область, Казахстан) — бурильщик горно-обогатительного комбината «Каззолото» Министерства цветной металлургии СССР, Целиноградская область, Казахская ССР. Герой Социалистического Труда (1971).

## Биография
Родился 15 июня 1936 года в рабочей семье на руднике имени Сталина Энбекшильдерского района (ныне входит в состав города Степногорска).
С 1953 года трудился Жолымбетском месторождении возчиком конного двора, подземным откатчиком. В 1958 году назначен бригадиром проходчиков шахты «Южная». В 1966 году за выдающиеся трудовые достижения награждён Орденом Ленина. В 1968 году вступил в КПСС. Позднее возглавлял бригаду бурильщиков.
Бригада Шакена Мукушева из четырёх человек ежегодно показывала высокие трудовые результаты, добывая в среднем по 220—250 кубометров горной породы в месяц. Производственный план Восьмой пятилетки (1966—1970) бригада выполнила к 20 июля 1970 года. Указом Президиума Верховного Совета СССР от 30 марта 1971 года «за выдающиеся успехи, достигнутые в развитии цветной металлургии» удостоен звания Героя Социалистического Труда с вручением ордена Ленина и золотой медали «Серп и Молот».
После выхода на пенсию проживал в посёлке Жолымбет Шортандинского района.
Скончался 27 октября 2003 года. Похоронен на мусульманском кладбище посёлка Жолымбет.
Награды
- Герой Социалистического Труда
- Орден Ленина — дважды (20.05.1966; 1971)
- Знак «Шахтёрская слава» 3 степени